# 纵向研究
纵向研究（或纵向调查，或小组研究）是一种研究设计，其涉及在短期或长期内对相同变量（例如，人）的重复观察（即，使用纵向数据）。它通常是一种观察性研究，尽管它们也可以构建为纵向随机实验。
纵向研究通常用于社会人格和临床心理学，以研究行为，思想和情绪随时或日常的快速波动；在发展心理学中，研究整个生命周期的发展趋势；在社会学中，研究一代人或几代人的生活。其原因在于，与对具有相同特征的不同个体进行比较的橫斷面研究不同,，纵向研究跟踪同一些人，因此在这些人中观察到的差异不太可能是世代相传的文化差异。因此，纵向研究使观察变化更加准确，并应用于其他各个领域。在医学中，该设计用于揭示某些疾病的预测因子。在广告中，该设计可用于识别广告对已经看过广告的目标受众的态度和行为产生的变化。纵向研究使社会科学家能够区分短期和长期现象，例如贫困。如果某个时间点的贫困率为10％，这可能意味着10％的人口总是贫困，或者整个人口在10％的时间内经历贫困。一次性横断面研究不可能得出这些可能性中的哪一种为结论。
当纵向研究是观察性研究的时候，在他们观察世界状态而不操纵它的意义上，有人认为他们检测因果关系的能力可能低于实验。然而，由于在个体层面上反复观察，它们比横断面观察研究具有更大的效力，因为它能够排除非时变的未观察到的个体差异，也能够观察事件的时间顺序。纵向研究的一些缺点是它们花费了大量时间并且非常昂贵。因此，它们不是很方便。.
纵向研究可以是回顾性群组研究（回顾过去，因此使用现有数据，如医疗记录或索赔数据库）或前瞻性群组研究（需要收集新数据）。
群组研究是一种纵向研究，它对一组人群（一组具有明确特征，通常在选定时期内经历过共同事件，如出生或毕业）的人进行抽样，并按时间间隔进行横断面观察。然而，并非所有纵向研究都是群组研究，因为纵向研究可以包括一群不共享共同事件的人。.